# Andrzej Szymczak
Andrzej Szymczak (Konstantynów Łódzki, 8 de setembro de 1948 – 6 de setembro de 2016) foi um handebolista profissional polaco, medalhista olímpico.

## Carreira
Andrzej Szymczak fez parte do elenco medalhista de bronze das Olimpíadas de Montreal, em 1976. Ele jogou quatro partidas como goleiro.

## Falecimento
Morreu em 6 de setembro de 2016, aos 67 anos.